# Acanthodactylus longipes
Espèce
Synonymes
- Acanthodactylus scutellatus var. longipes Boulenger, 1918
- Acanthodactylus longipes panousei Bons & Girot, 1964

Statut de conservation UICN

 LC  : Préoccupation mineure
Acanthodactylus longipes est une espèce de sauriens de la famille des Lacertidae.

## Répartition
Cette espèce se rencontre au Maroc, en Mauritanie, au Mali, au Niger, en Algérie, en Tunisie, en Libye, au Tchad et en Égypte.

## Description
C'est un petit lézard terrestre vivant dans des milieux désertiques.

## Taxinomie
La sous-espèce Acanthodactylus longipes panousei décrite par Bons & Girot en 1964 n'est plus considérée comme sous-espèce distincte, les éléments la caractérisant ne dépassant pas la variabilité naturelle de l'espèce,.

## Publication originale
- Boulenger, 1918 : Sur les lézards du genre Acanthodactylus Wieg. Bulletin de la Societe Zoologique de France, vol. 43, p. 143-155 (texte intégral).